# 玛莎·海尔
玛莎·海尔（英語：Martha Hyer，1924年8月10日—2014年5月31日），是一名美国电影演员，她出演过大量电影作品，包括有《冷暖群芳》、《冰城堡》、《红尘欲望》、《江湖男女》、《月球先锋》、《四兄弟》、《灰熊之夜》。
2014年5月，死于新墨西哥州圣达非，享年89岁。